# Перо Томов Петровић
Војвода Перо Томов Петровић-Његош (Његуши, између 1799. и 1800. — Котор, 28 јануар 1854) био је српски политичар из Црне Горе, председник Правитељствујушчег сената црногорског и брдског и старији брат Петра II Петровића-Његоша.

## Биографија
Године 1834. заменио је Ивана Вукотића на месту председника Правитељствујушчег сената црногорског и брдског. Пре него што је умро 1851. године, владика Петар II именовао је свог наследника Данила за свог наследника. Према неким историчарима, Петар II је највероватније припремао терен за новог владара Црне Горе да буде секуларни вођа. Међутим, када је Петар II умро, сенат је под утицајем војводе Ђорђа Петровића-Његоша, најбогатијег Црногорца у то време, прогласио старијег брата Петра II, Пера Томова за књаза Црне Горе (а не Владику). Ипак, у краткој борби за власт, Перо Томов, који је затражио подршку сената, изгубио је од много млађег Данила који је имао много већу подршку међу народом.
Пре одређивања наследника Петра II, након што су га признала сва црногорска племена, Данило II је изненадио Пера и његове присталице. Тако помало неочекивано, Данило II је постао први секуларни принц Црне Горе, а Перо је признао пораз вративши се на положај председника сената. Пера је на месту председника 1853. године заменио његов рођак Ђорђије Петровић-Његош.
Због ковања завере против црногорског господара, протеран је из земље. Перо Томов, умро је у 28. јануара 1854. године у изгнанству, после Његошеве смрти. Женио се три пута и имао десеторо деце, пет синова и пет кћерки. Синови су млади умирали и нису оставили потомства. Прва жена му је била Горда из Врбе на Његушима. Развео се јер му је рађала само кћерке. Друга је била од Ђурашковића са Цеклина. Деца су јој умирала, а и она је потом умрла. Тећа жена му је родила два сина. Један син му је као мали умро на Цетињу, а други, Лазар (којег су звали Павле), умро је као млад у Гардијском пуку у Петрограду. Обе касније женидбе су биле уз сагласност прве жене. Са мужем се стално виђала, добила је кућу на Цетињу и сви су је веома поштовали. Касније је она одгајала Перовог синовца Данила, каснијег књаза, који је рано остао без мајке.